# اچ‌دی‌ام‌اس دیانا (پی۵۲۰)
اچ‌دی‌ام‌اس دیانا (پی۵۲۰) (به انگلیسی: HDMS Diana (P520)) یک کشتی است که طول آن ۴۳٫۰ متر (۱۴۱ فوت ۱ اینچ) می‌باشد. این کشتی در سال ۲۰۰۶ ساخته شد.